# Ferentillo
Ferentillo est une commune italienne d'environ 2 000 habitants située dans la province de Terni dans la région Ombrie en Italie centrale.

## Histoire
La ville est fondée par les Romains au IIe siècle sous le nom de Farentis. À l'époque de Théodoric, le Goth, un camp fortifié est installé dans la ville qui devient prospère. Au XIIe siècle, quelques familles partent en croisade en Palestine et ne reviendront jamais. C'est au XVe siècle que la ville devient un petit centre de commerce et se développe le long d'une petite route commerciale.
En 1943, Ferentillo est bombardée par les Alliés.

## Monuments et patrimoine
- Abbaye de San Pietro in Valle

## Administration
| Période                                  | Période | Identité | Étiquette | Qualité |
| ---------------------------------------- | ------- | -------- | --------- | ------- |
|                                          |         |          |           |         |
| Les données manquantes sont à compléter. |         |          |           |         |

### Hameaux
Ampognano, Castellonalto, Castellone Basso, Colle Olivo, Colli, Leazzano, Le Mura, Lorino, Macchialunga, Macelletto, Macenano, Terria, Monterivoso, Nicciano, Sambucheto, San Mamiliano, Precetto

### Communes limitrophes
Arrone, Leonessa, Montefranco, Monteleone di Spoleto, Polino, Scheggino, Spolète